# Thriller 40 (filme)
Thriller 40 é um filme estadunidense de 2023, do gênero documentário, dirigido por Nelson George. O filme é sobre o 40º aniversário do álbum Thriller, do cantor Michael Jackson, lançado em 1982, e estreará em 2 de dezembro de 2023 na Showtime e Paramount+.

## Elenco
- Michael Jackson (imagens de arquivo)
- Usher
- Mary J. Blige
- will.i.am
- Mark Ronson
- Misty Copeland
- Maxwell
- John Landis
- Steve Lukather
- Nelson George

## Lançamento
Thriller 40 originalmente estreou junto com uma reedição do álbum Thriller (1982), intitulada Thriller 40, em 18 de novembro de 2022. Em 27 de outubro de 2023, o espólio de Michael Jackson lançou um trailer do documentário Thriller 40, que irá ao ar na Showtime em 2 de dezembro, e estará disponível pata streaming na Paramount+ apenas para assinantes do plano Showtime.